# Malo kingi
Malo kingi là một loài sứa Irukandji đặt theo tên theo nạn nhân Robert King, một du khách từ Hoa Kỳ bơi khỏi Port Douglas, Queensland, người đã chết vì nọc độc của nó. Nó được mô tả khoa học lần đầu vào năm 2007, và là một trong hai loài trong chi Malo. Nó có một trong số nọc độc mạnh nhất thế giới, mặc dù nó không lớn hơn móng tay cái.